# Cosmos (cinéma)
Pour les articles homonymes, voir Cosmos.
Le Cosmos est une salle de cinéma strasbourgeoise située à l’angle du 3, rue des Francs-Bourgeois et de la rue des Sept-Hommes, à proximité de la place Kléber. Construit en 1913, et inscrit aux monuments historiques depuis 1990. Il est l'un des plus anciens cinémas de France.

## Historique
Achevé en 1913, ce théâtre cinématographique est baptisé Union Theater (U.T.) en référence au célèbre Union Theater de l’Alexanderplatz à Berlin : Strasbourg est alors une ville de l'Empire allemand. L'ouverture officielle a lieu le 3 janvier 1914, à vingt heures trente, avec deux films : Une chasse au Rhinocéros en Afrique orientale et L'Étudiant de Prague de Hans Heinz Ewers, avec dans le rôle principal Paul Wegener.
Il est rebaptisé ABC à la fin des années 1950, géré par le groupe Gaumont qui possède déjà à l’époque trois autres salles à Strasbourg : L’Eldorado dans la Grand’rue, le Studio Kléber à l’Aubette et le Ritz, situé quai Kellermann.
Face à la concurrence des salles multiples, l’ABC est contraint de fermer ses portes en 1986.
La ville de Strasbourg à qui appartiennent les murs, en fait un espace culturel à vocation multiple, qui devient l’Odyssée.

Le cinéma Le Cosmos
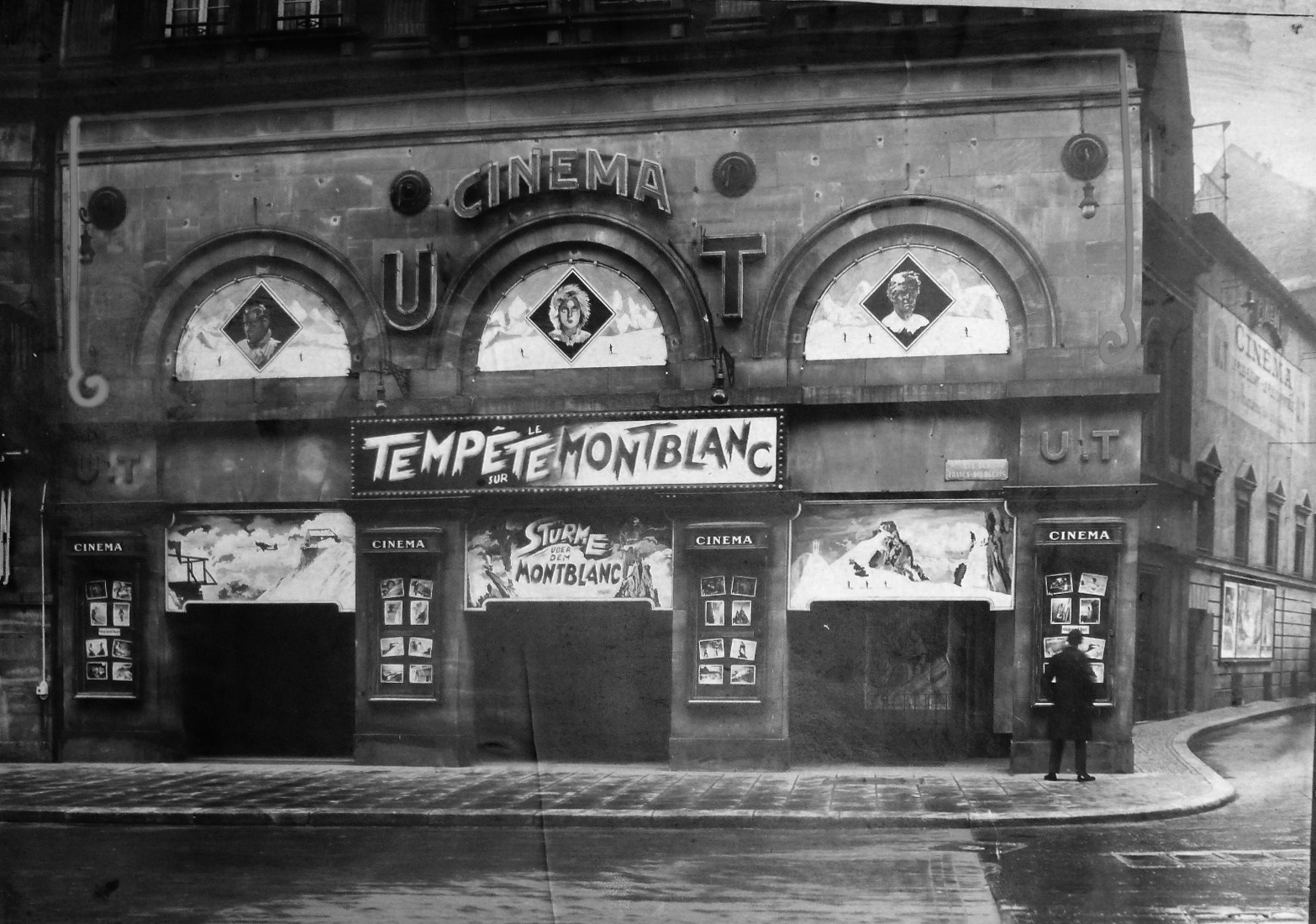
L’Union Theater (UT) en 1937.
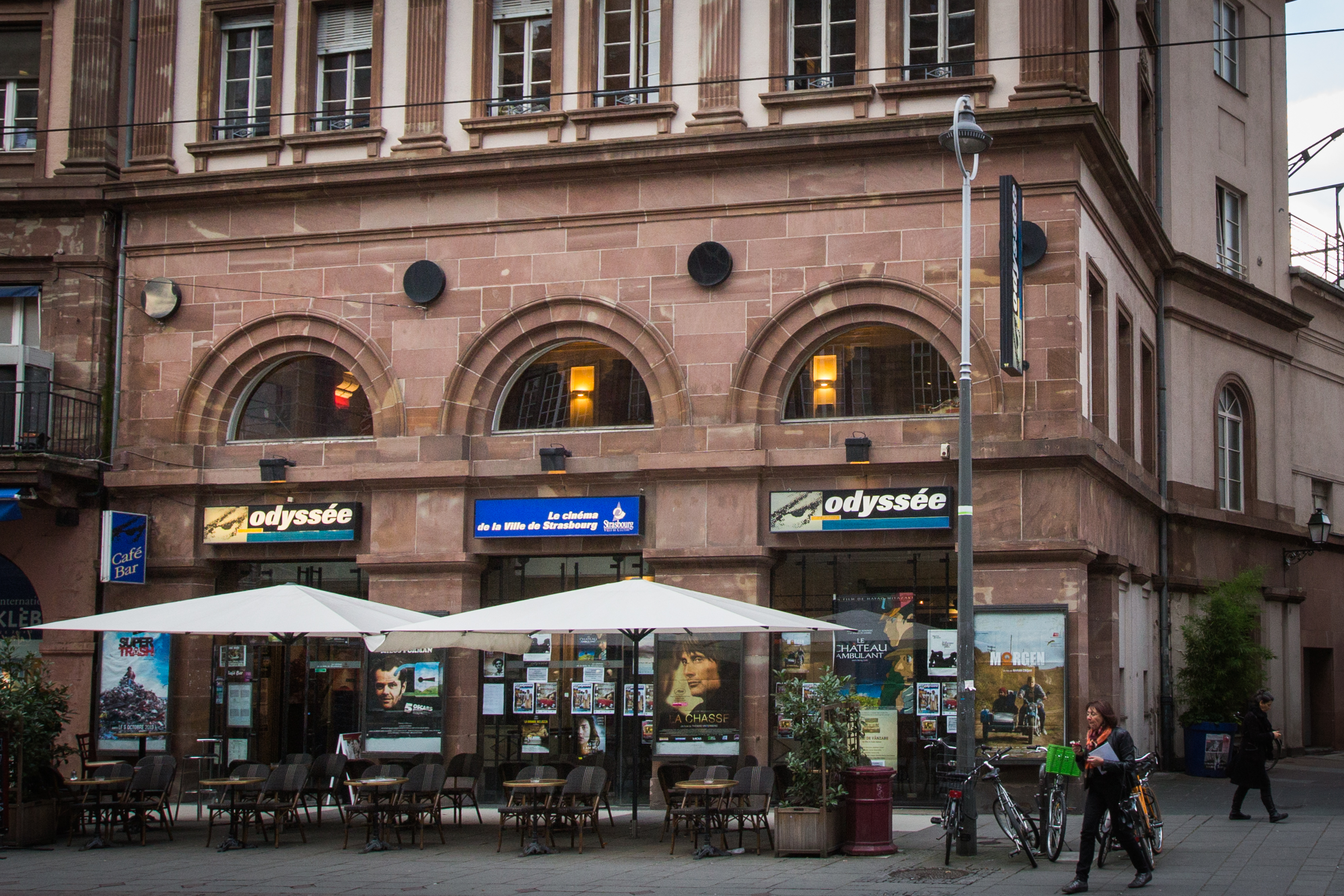
L’Odyssée en octobre 2013.
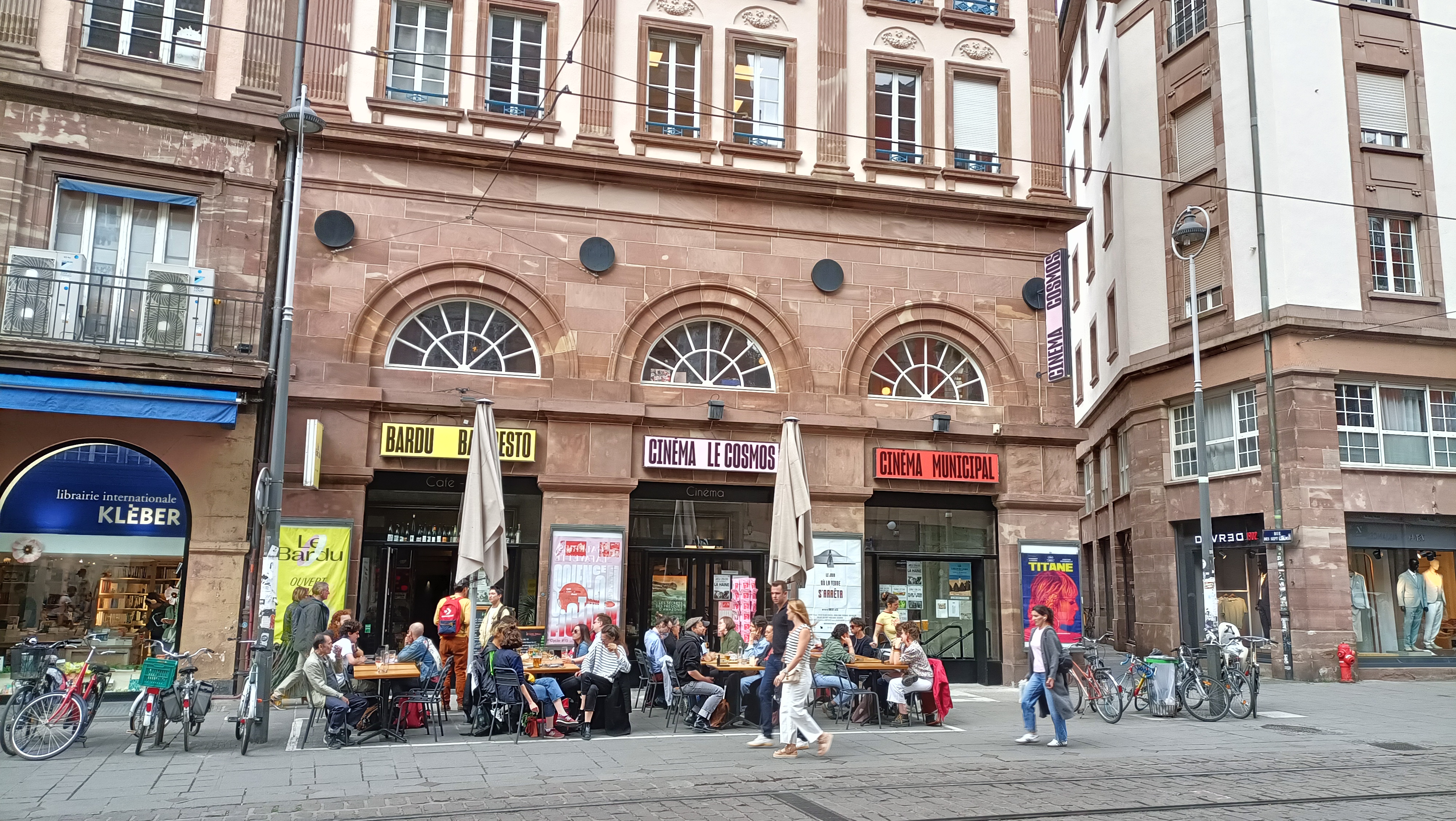
Le Cosmos en mai 2025.

D'avril 2022 au 2 juin 2023, après des travaux pour faciliter l'accès de la grande salle aux personnes à mobilité réduite et quelques autres modifications l'Odyssée est renommé le Cosmos afin d'évoquer le voyage et l'imaginaire.

## Éléments classés

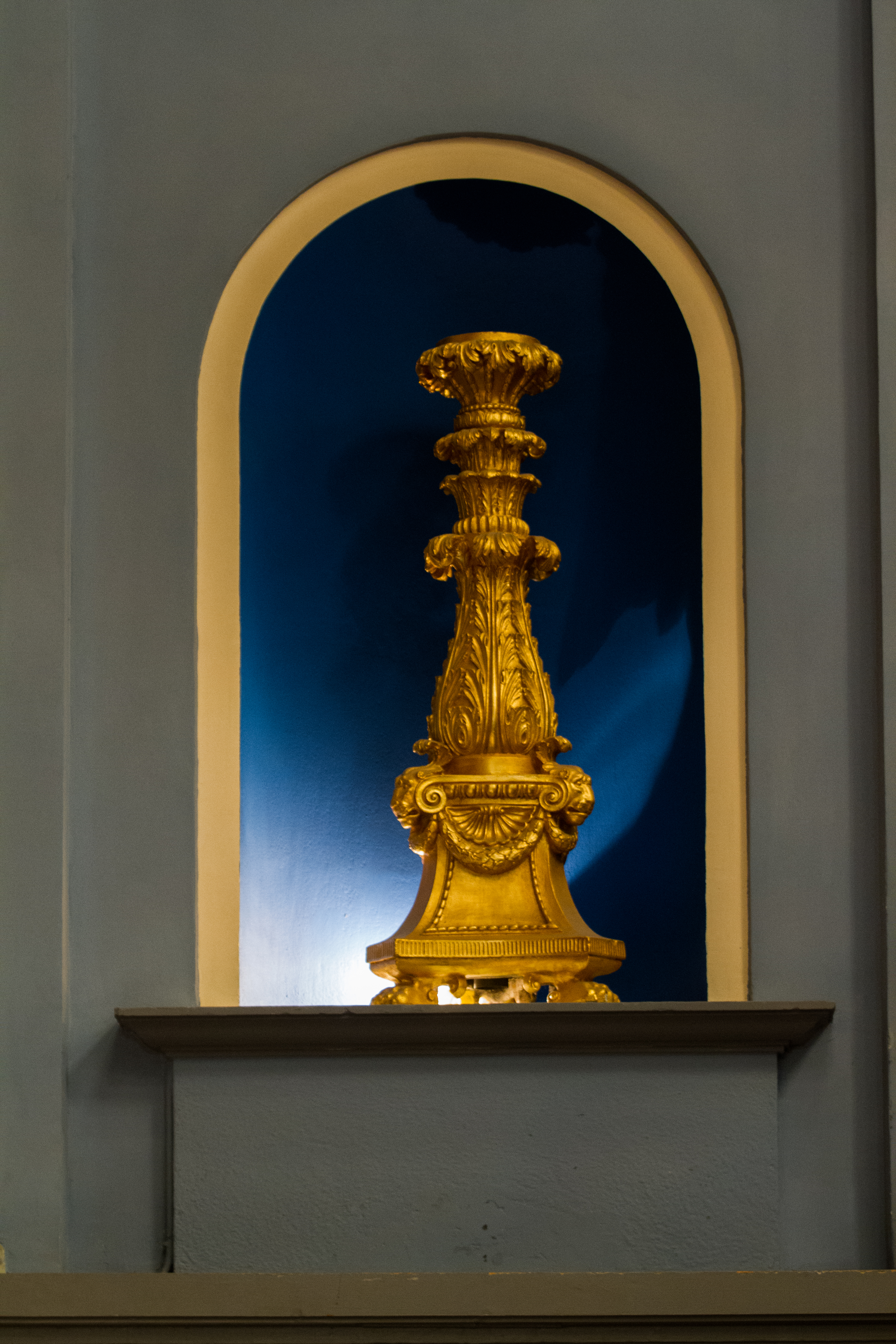
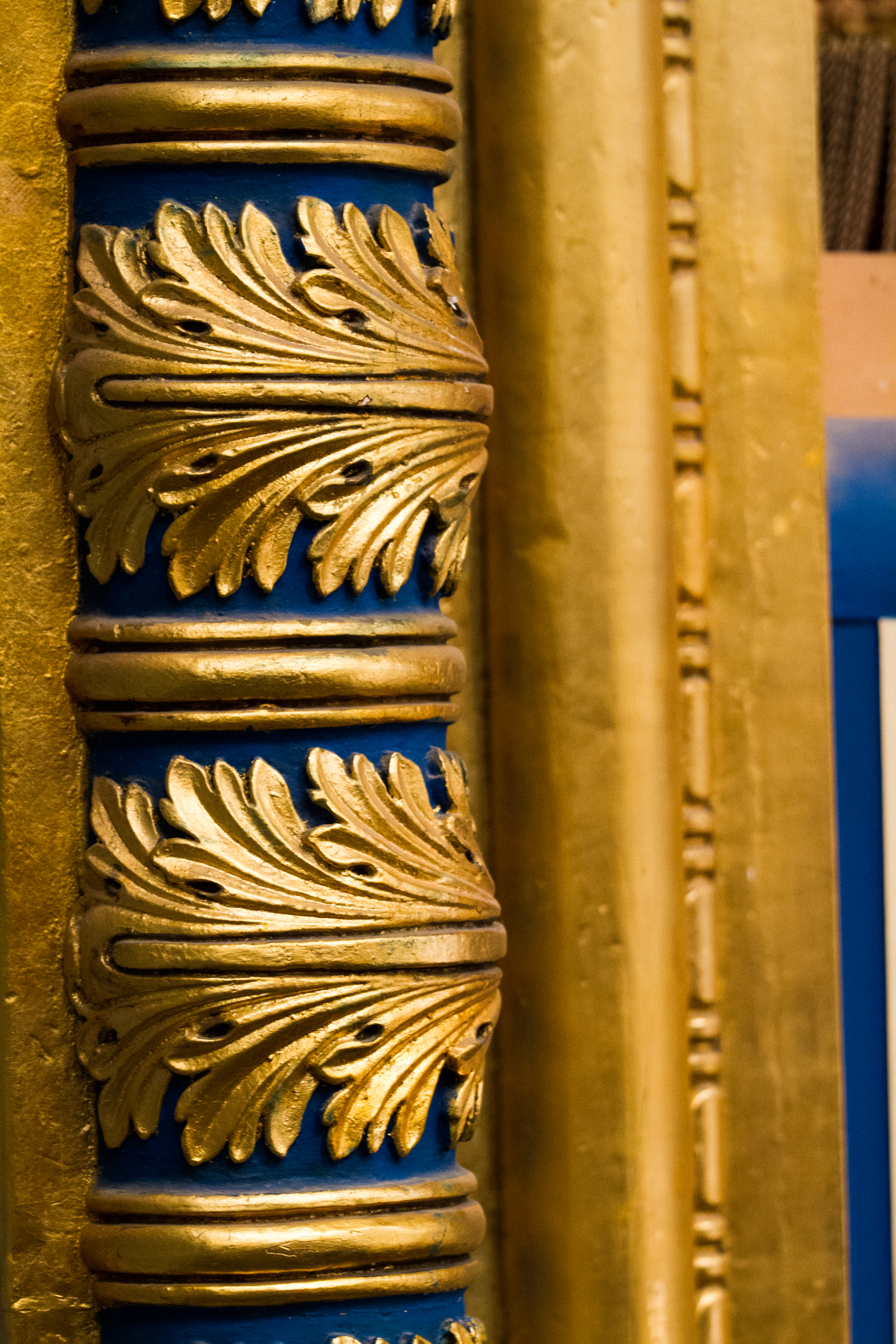
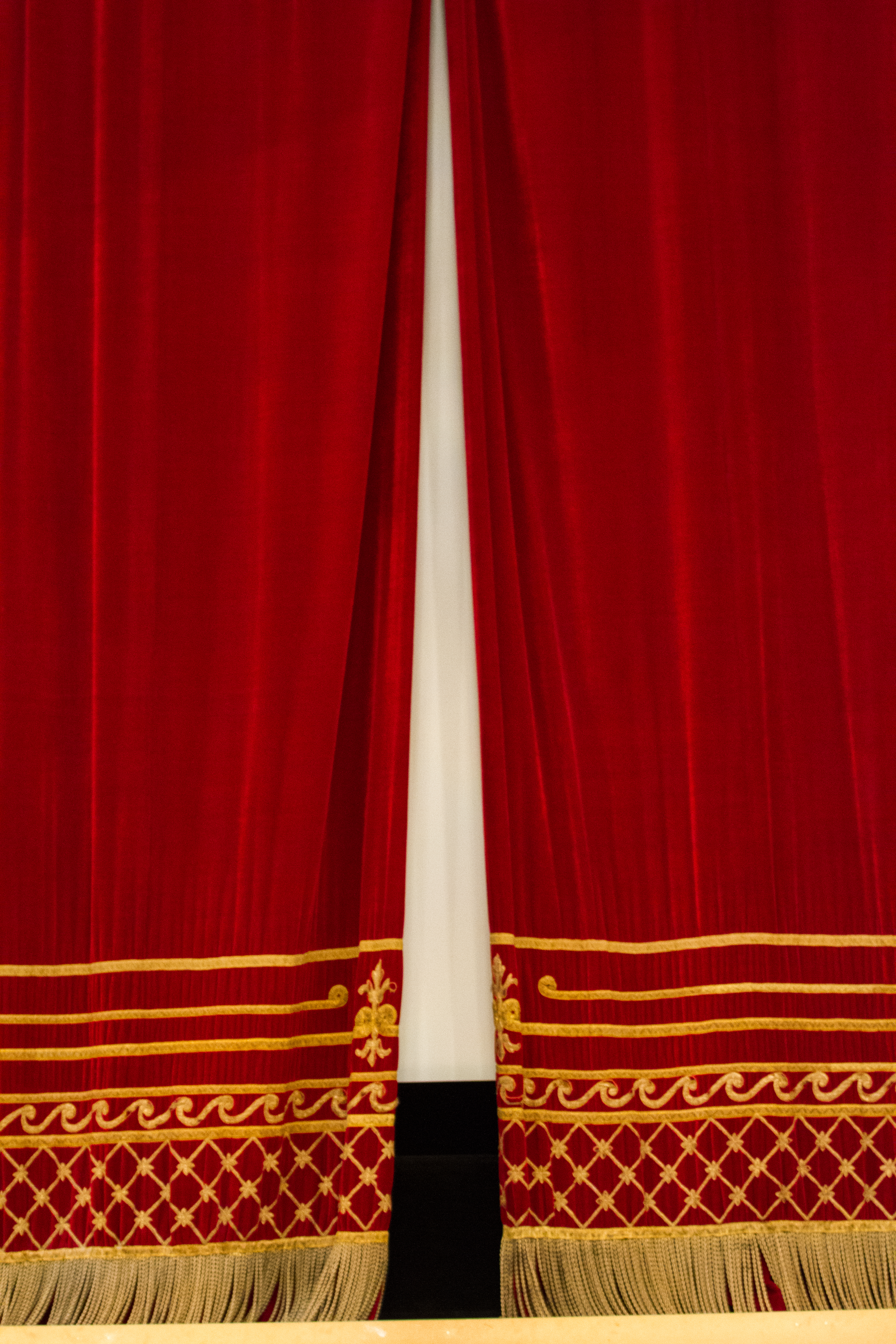
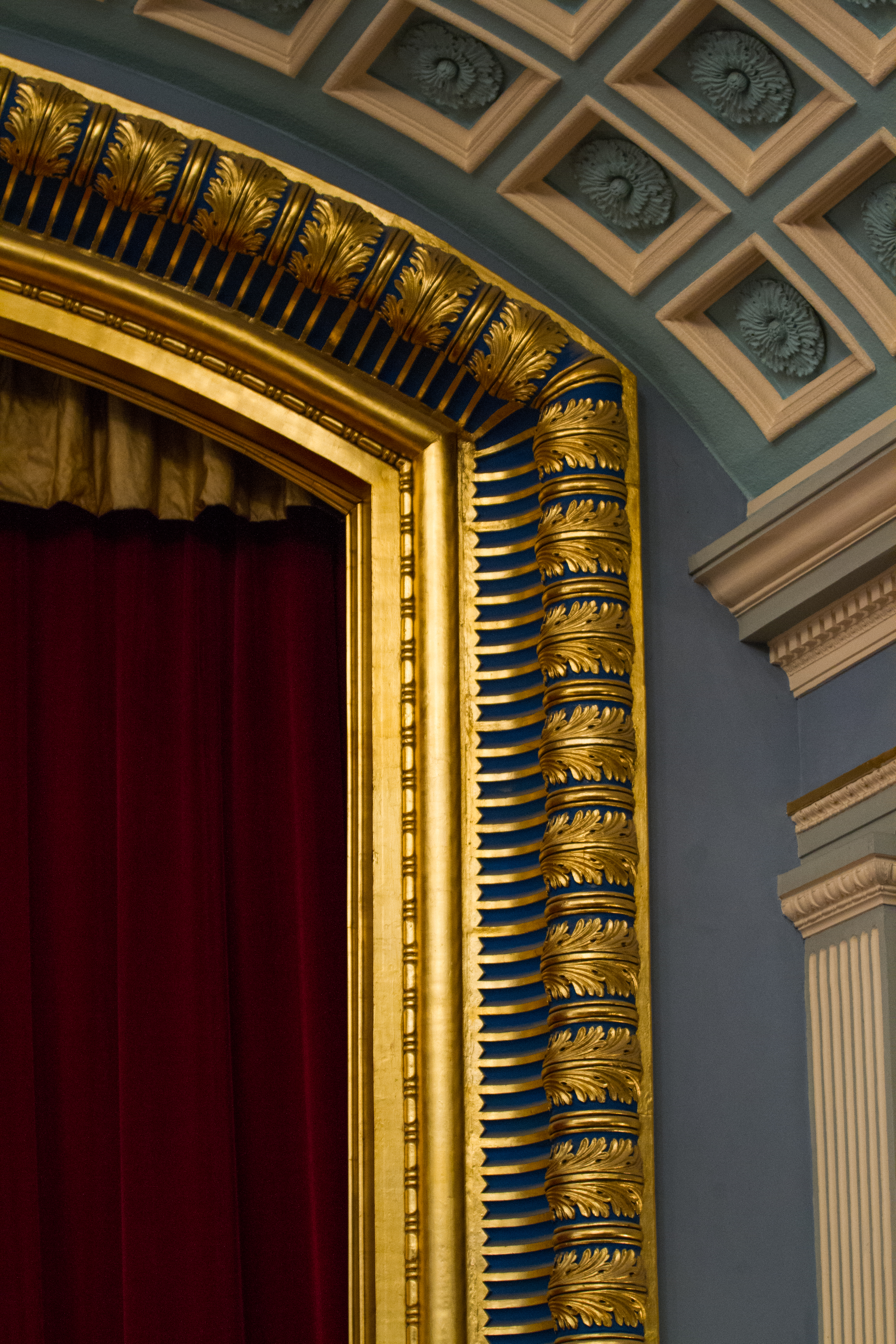

À l’extérieur : façade principale, 3 rue des Francs-Bourgeois, avec portique d'entrée et caisses ; façade latérale correspondante (deux travées en retour), rue des Sept-Hommes ; toiture correspondante.
À l’intérieur : éléments avec leur décor : vestibule au rez-de-chaussée, cage d’escalier et escalier menant au foyer, foyer au premier étage et escalier d’accès au balcon, grande salle de spectacle avec parterre au rez-de-chaussée et balcon au premier étage : inscription par arrêté du 4 mai 1990.

La salle historique du cinéma Odyssée
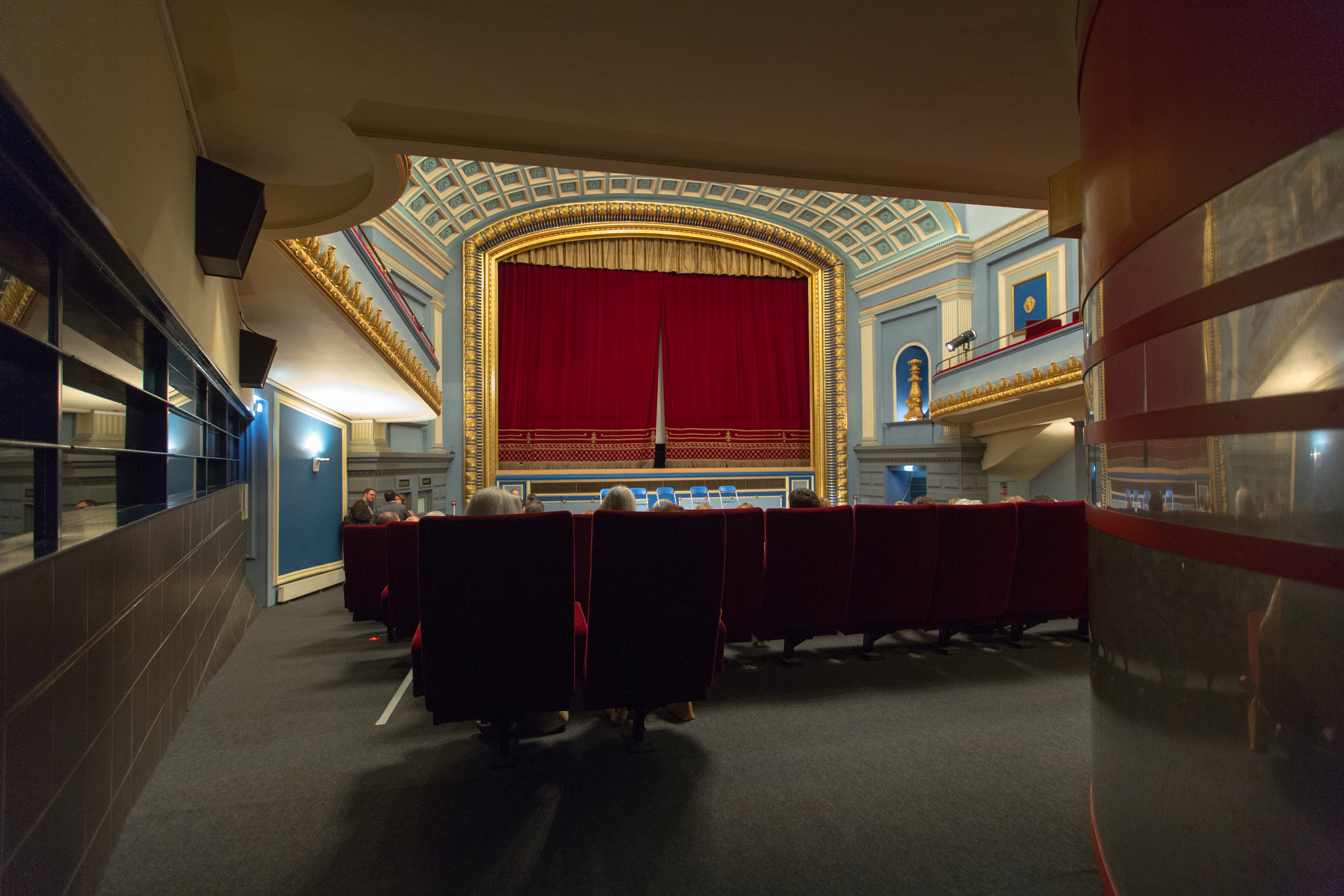
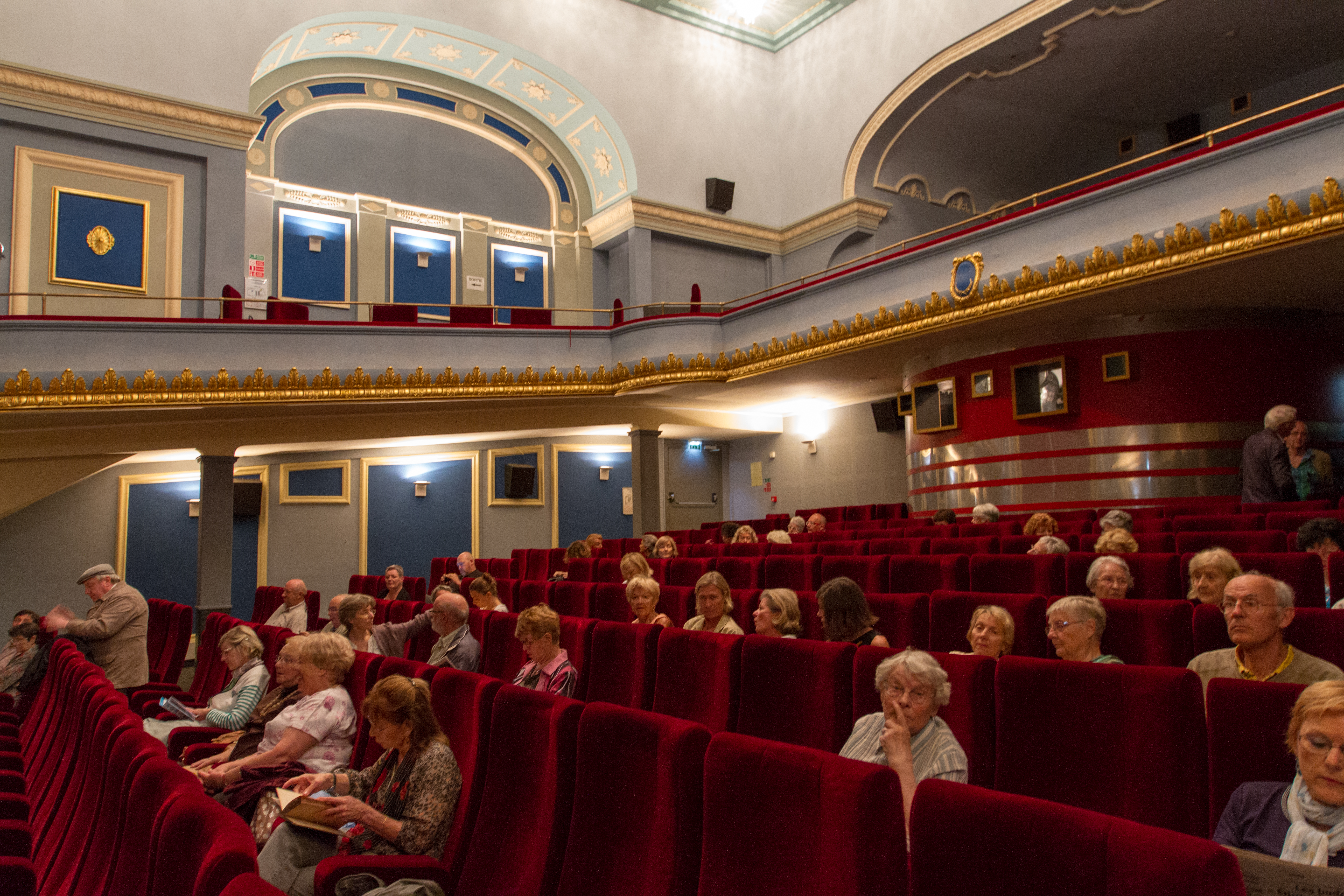
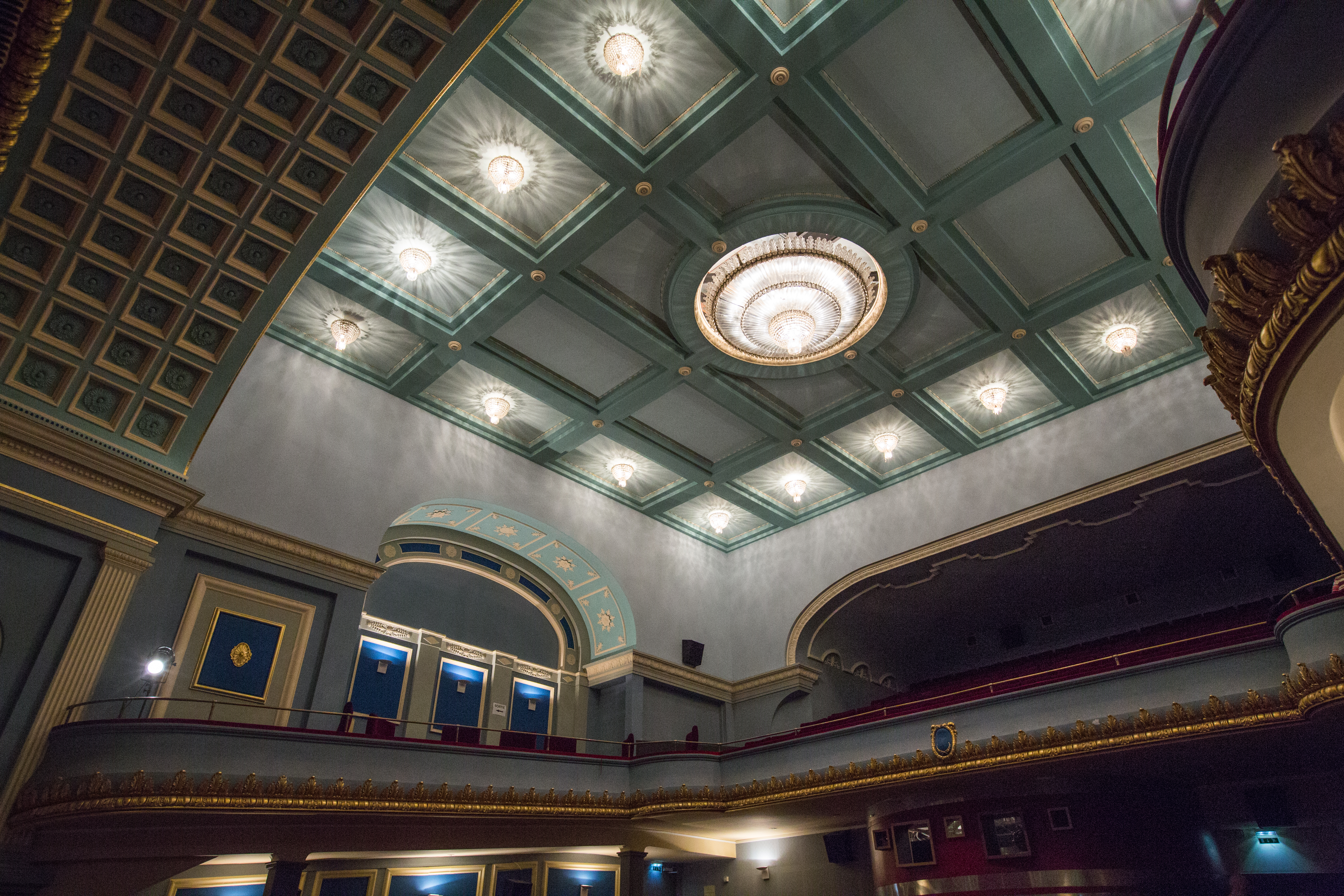